# Scopula agnes
Scopula agnes är en fjärilsart som beskrevs av Butler 1886. Scopula agnes ingår i släktet Scopula och familjen mätare. Inga underarter finns listade.